# Ampuero
Ampuero – gmina w Hiszpanii, w prowincji Kantabria, w Kantabrii, o powierzchni 32,34 km². W 2011 roku gmina liczyła 4281 mieszkańców.